# Атина Инфериоре (Фрозиноне)
Атина Инфериоре је насеље у Италији у округу Фрозиноне, региону Лацио.
Према процени из 2011. у насељу је живело 1426 становника. Насеље се налази на надморској висини од 355 м.